# Стрічка (зброя)

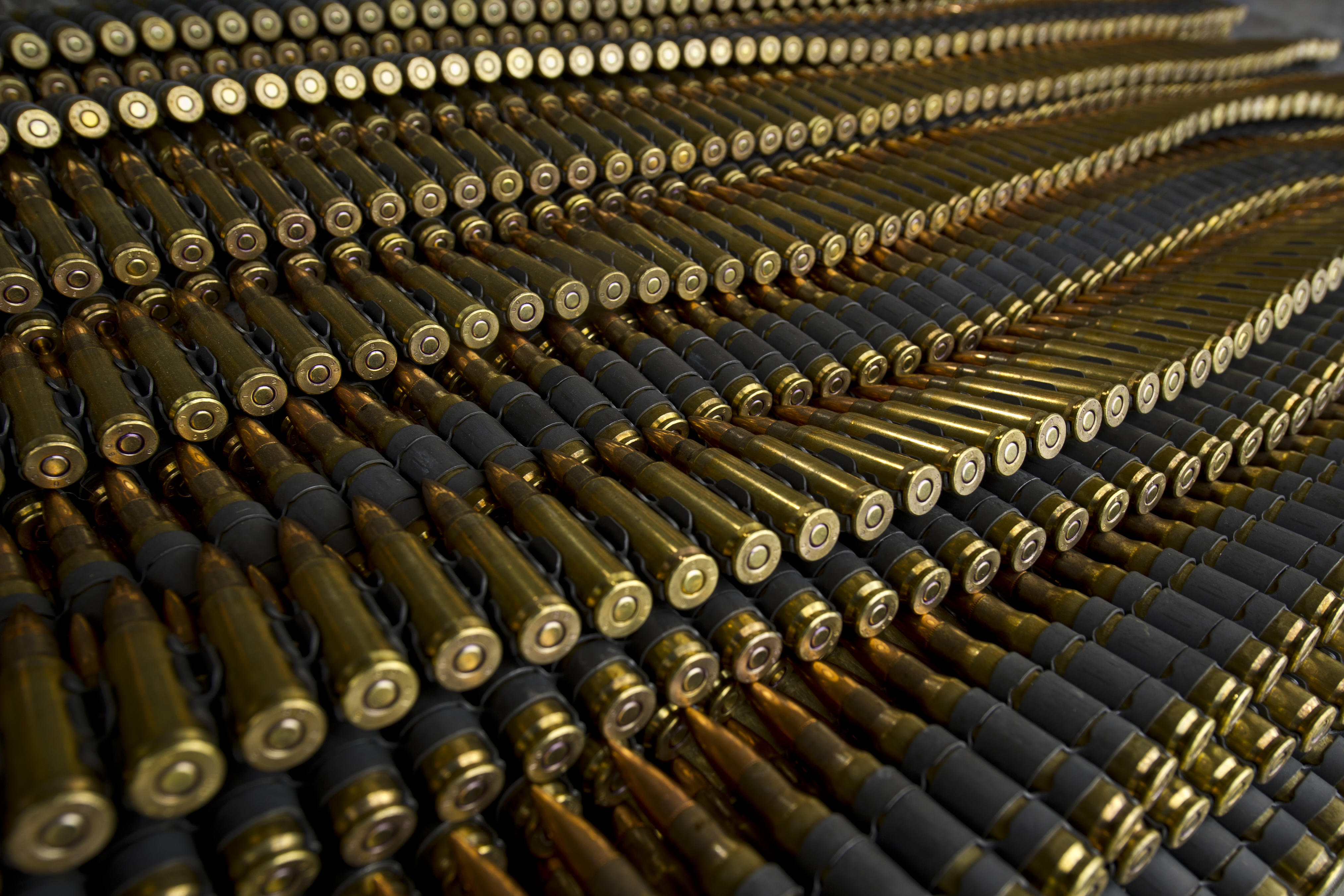
Кулеметні стрічки 7,62×51 мм набоїв для проведення змагань зі стрільби. Австралійська армія. 9 травня 2012

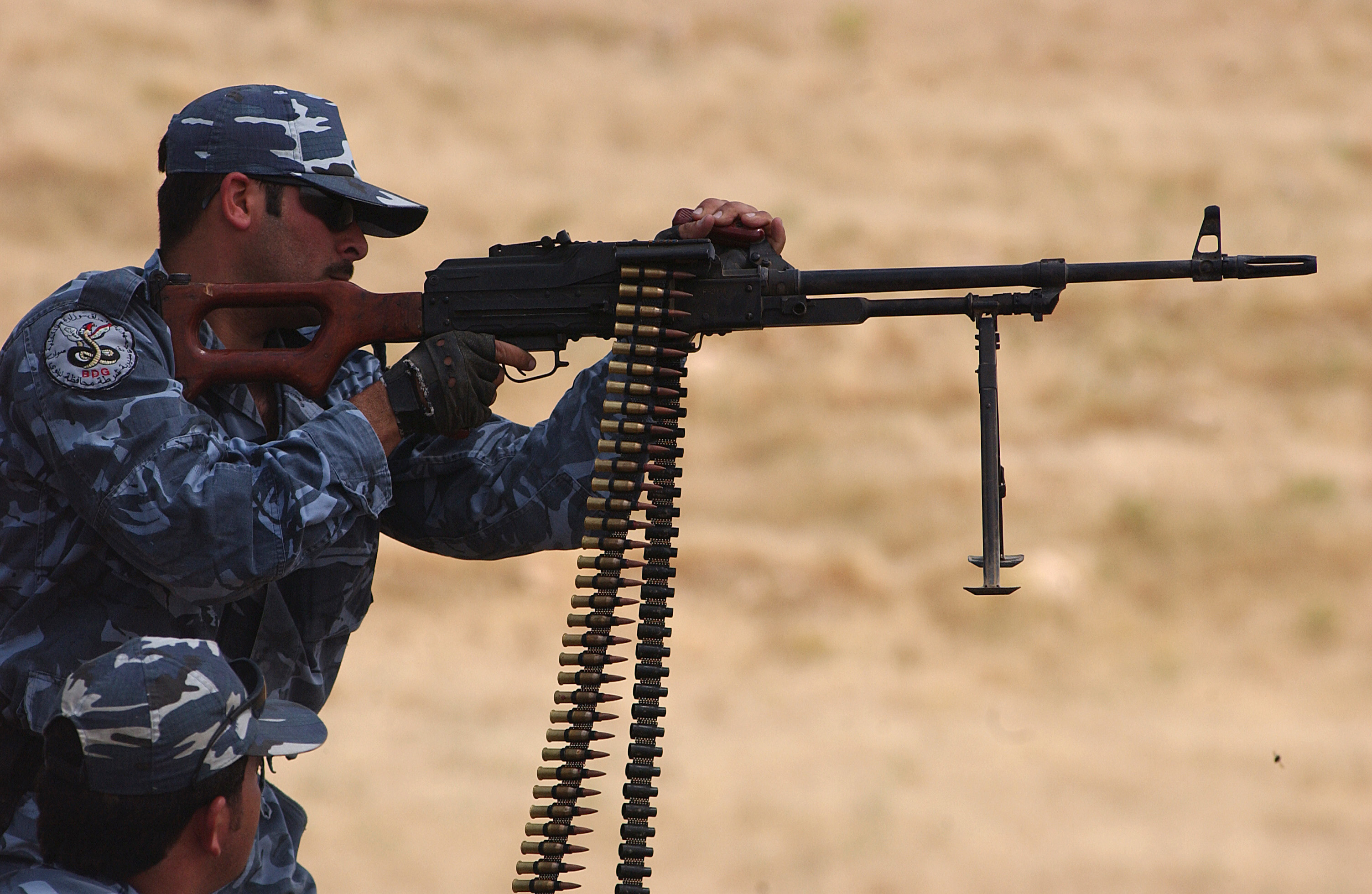
Курдський військовий зі складу підрозділу спеціального призначення з кулеметом ПКМ, спорядженим кулеметною стрічкою на 100 набоїв. Іракський Курдистан. 1 травня 2007

Стрічка чи лента — у військовій справі — боєприпас у вигляді стрічки, що об'єднує набої або снаряди і призначена для боєживлення стрілецької зброї, зазвичай кулеметів, автоматичних гармат і гранатометів тощо.

## Зміст
Збройова стрічка служить для з'єднання набоїв (снарядів) разом. При стрічковому живленні подача набоїв здійснюється за рахунок використання енергії рухомих частин зброї. Зазвичай стрічки мають гнучку конструкцію, але існували і жорсткі стрічки фіксованої довжини, зокрема, вони використовувалися в кулеметах Гочкіс. Також в авіаційних кулеметах можуть застосовуватися набоєпроводи, які не є стрічками.

## Види стрічок
За матеріалом виготовлення: 
- металеві
- пластикові
- полотняні

За типом подання набоїв: 
- роз'ємно-ланкова стрічка (розсипна) - стрічка складається із окремих ланок, які об'єднуються  самим набоєм. Під час стрільби відбувається постріл і викид стріляної гільзи із ланки стрічки, що з'єднувала її з іншою. Така стрічка є не обмеженою по довжині, тому що дві стрічки можна легко об'єднані разом.[1]
- стрічка фіксованої довжини (полотняна, металева або пластикова, залежно від застосовуваного матеріалу, з якого виготовлена) - ланки стрічці фіксованої довжини з'єднані між собою фабричним способом, а не за допомогою патрона.[2]

## Галерея

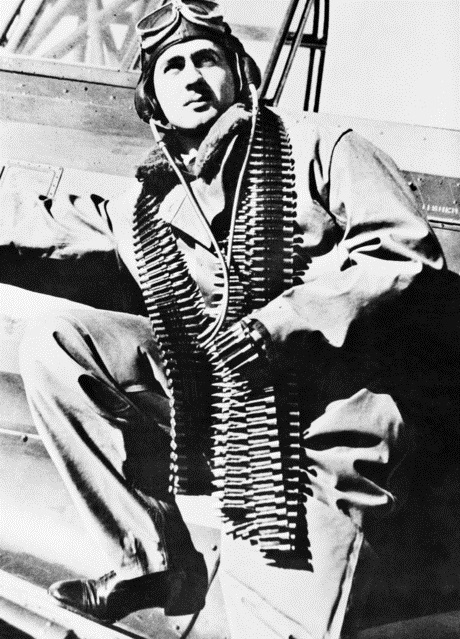
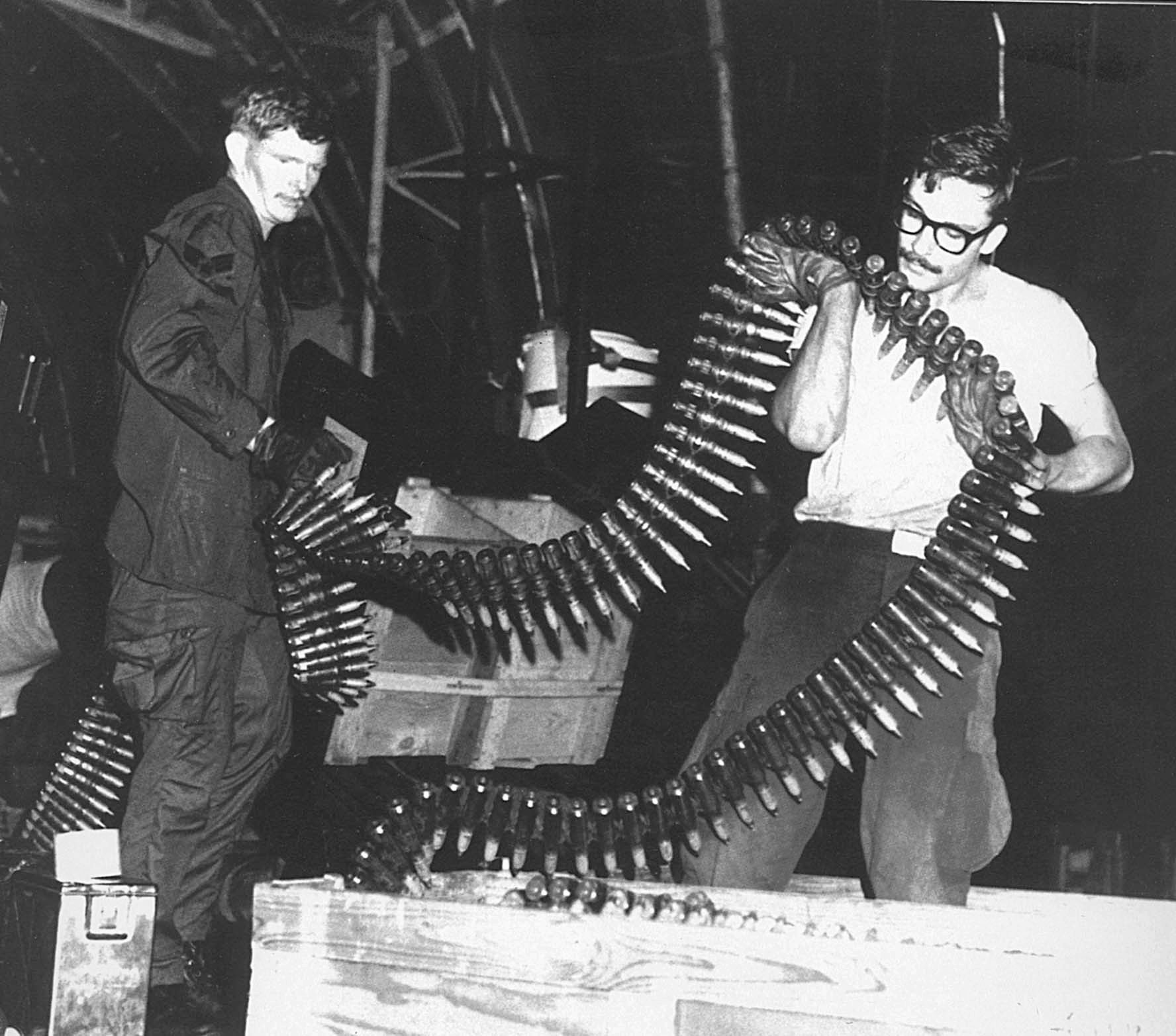
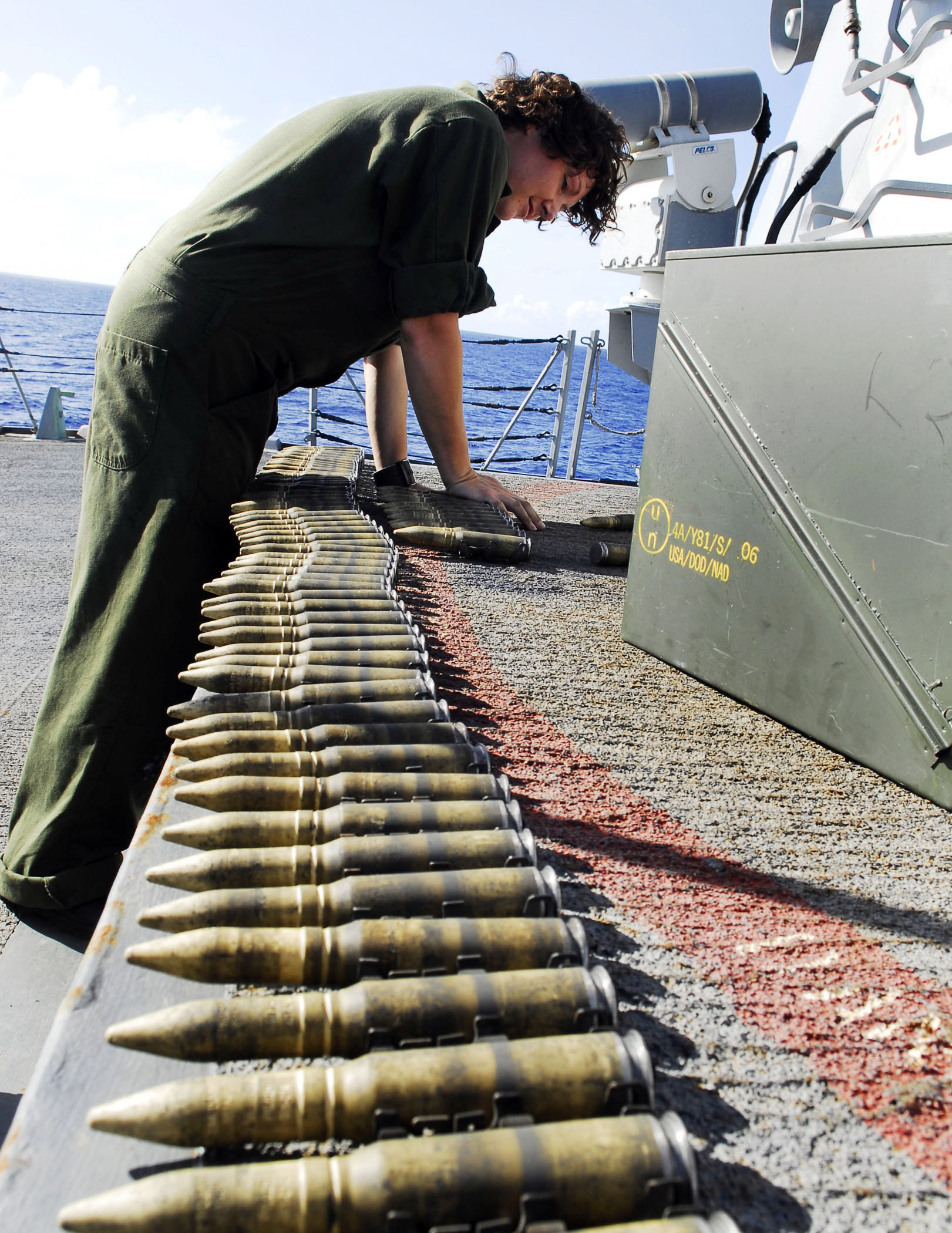
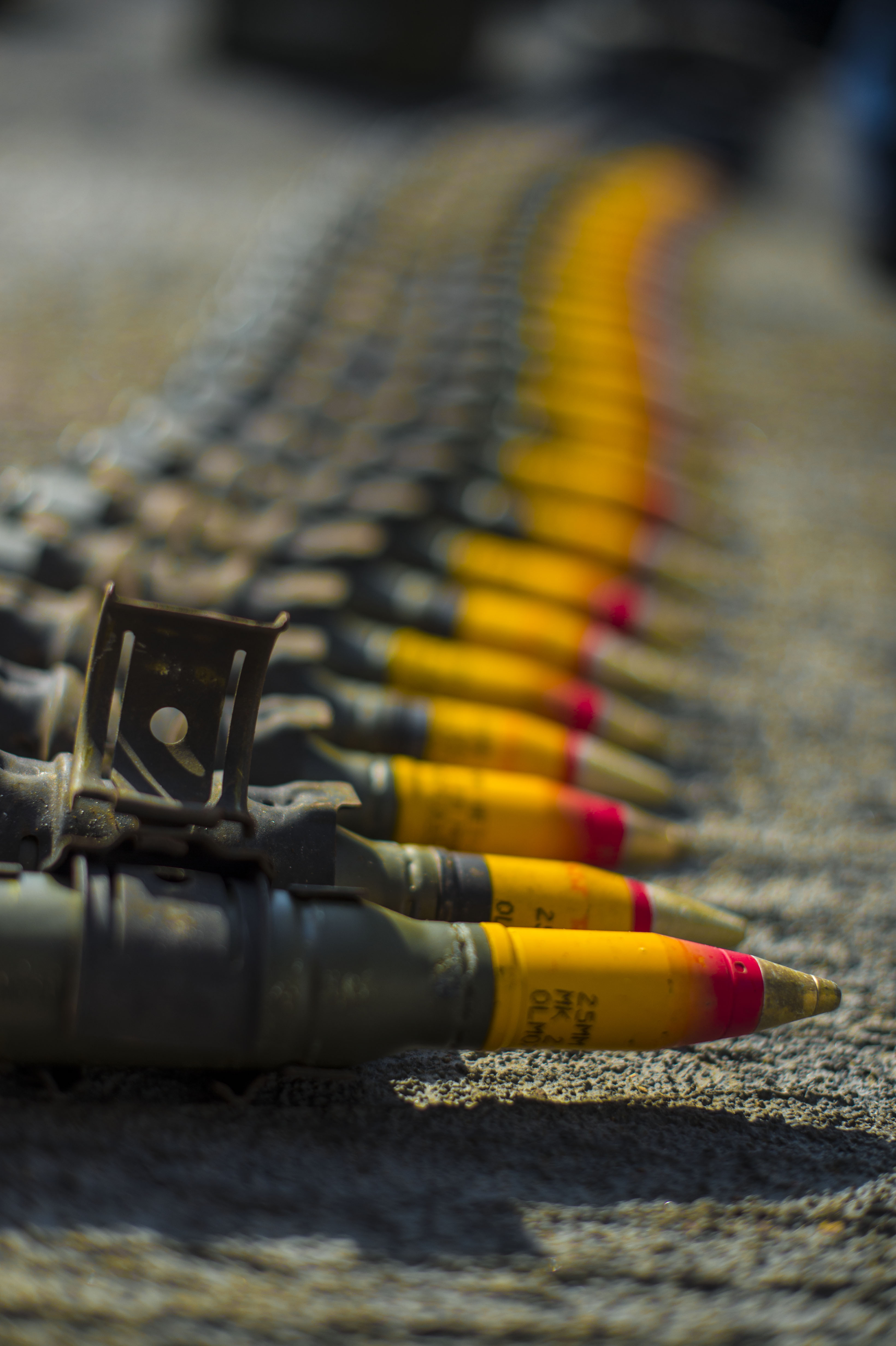
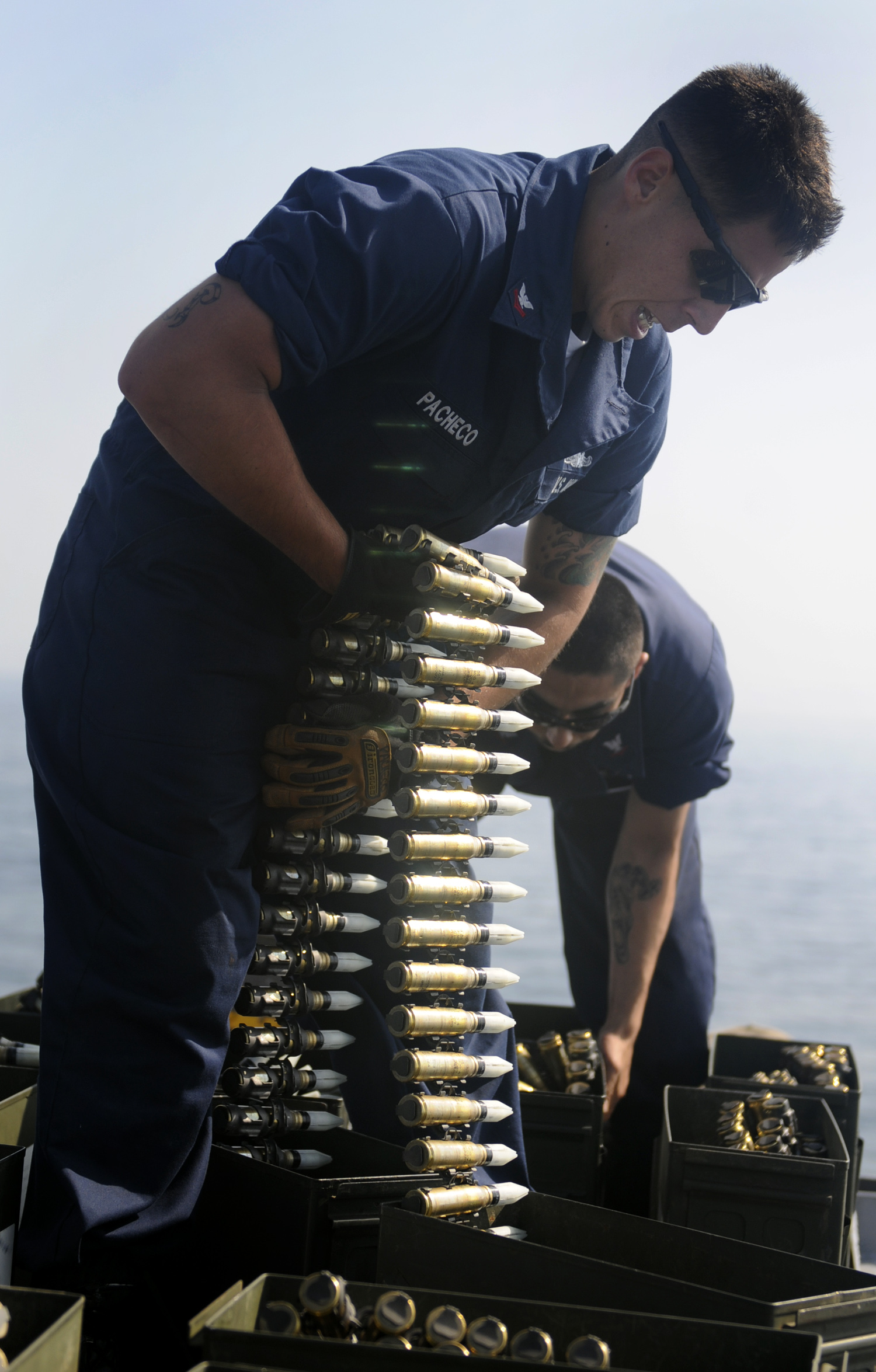
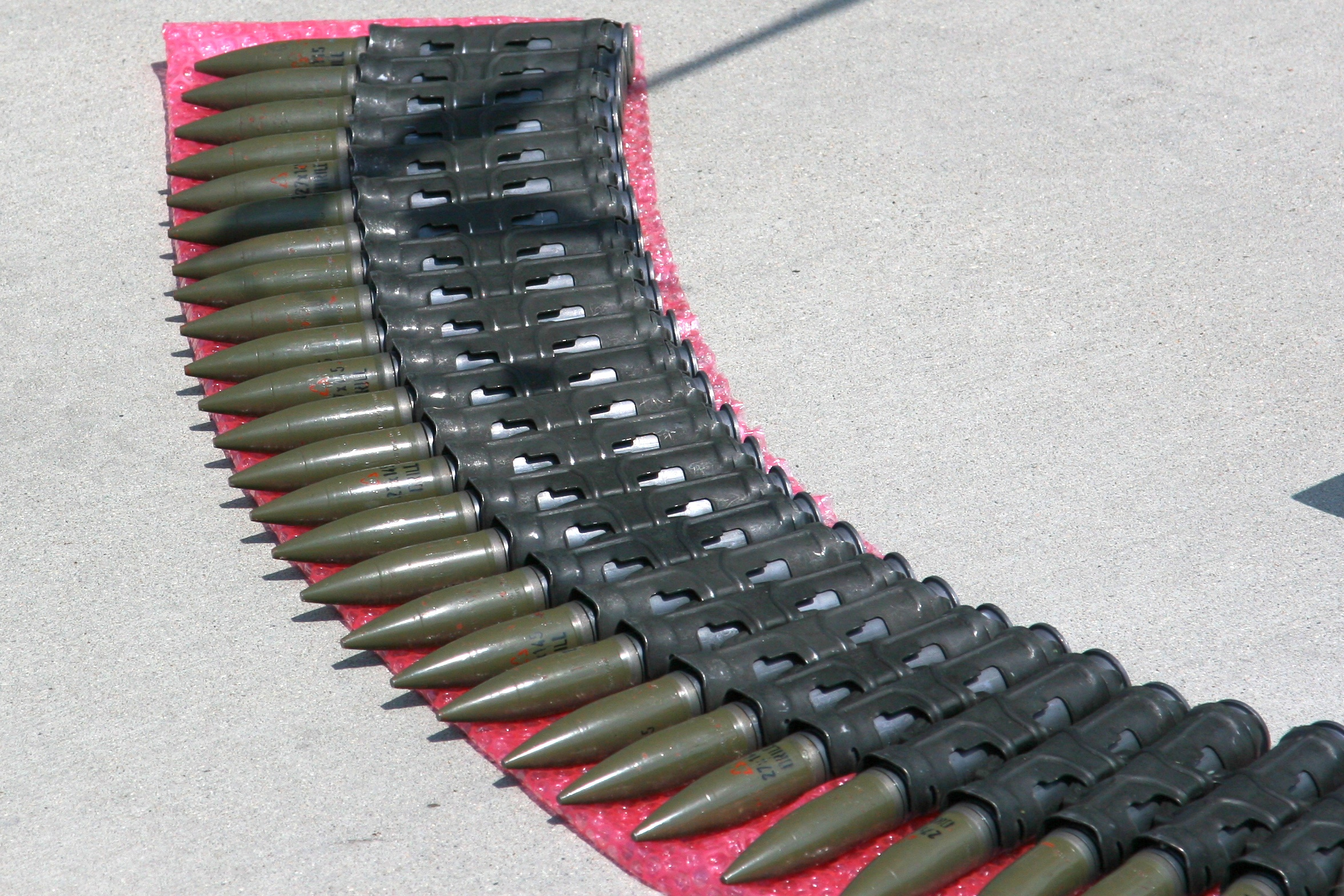
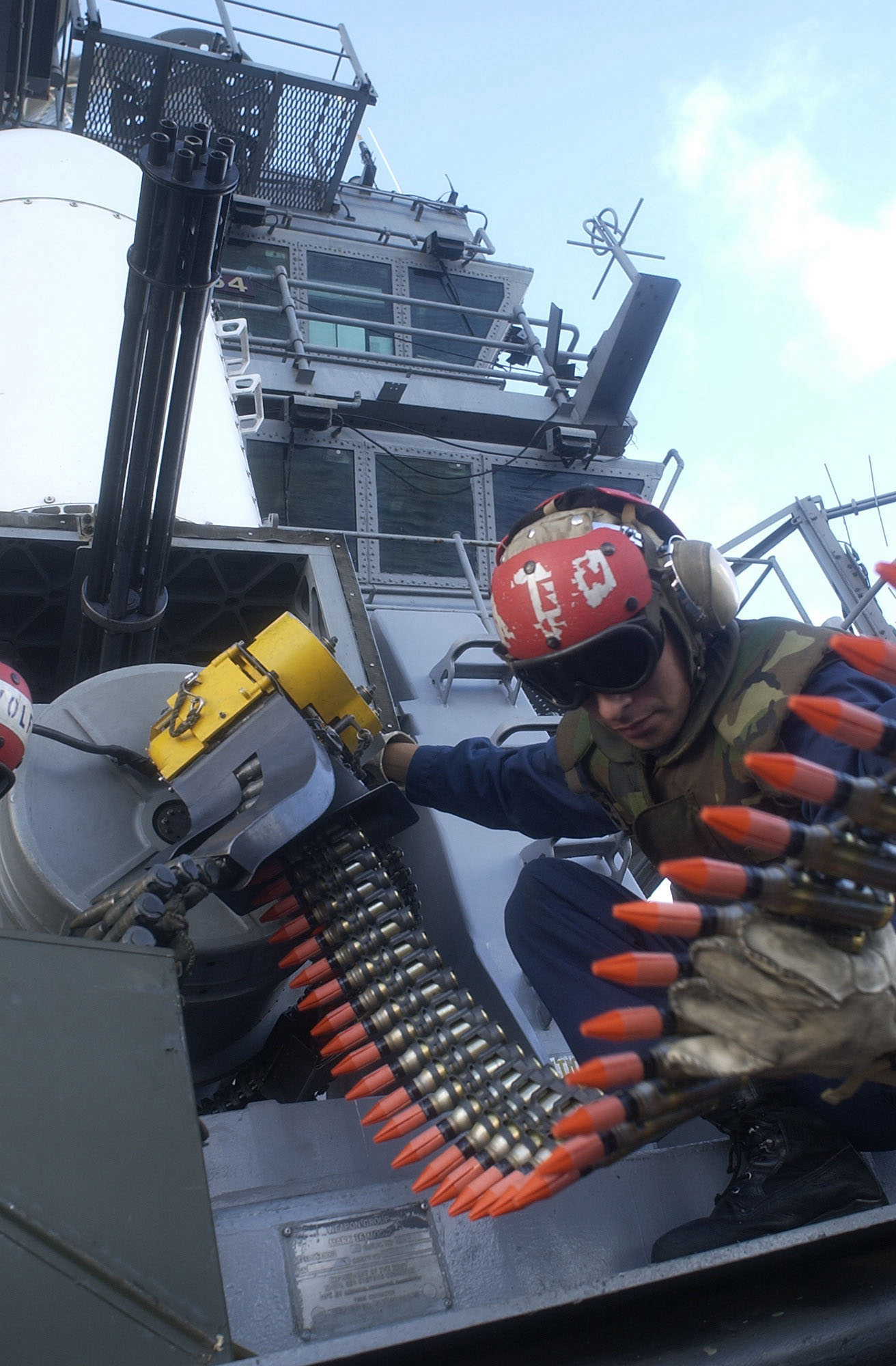
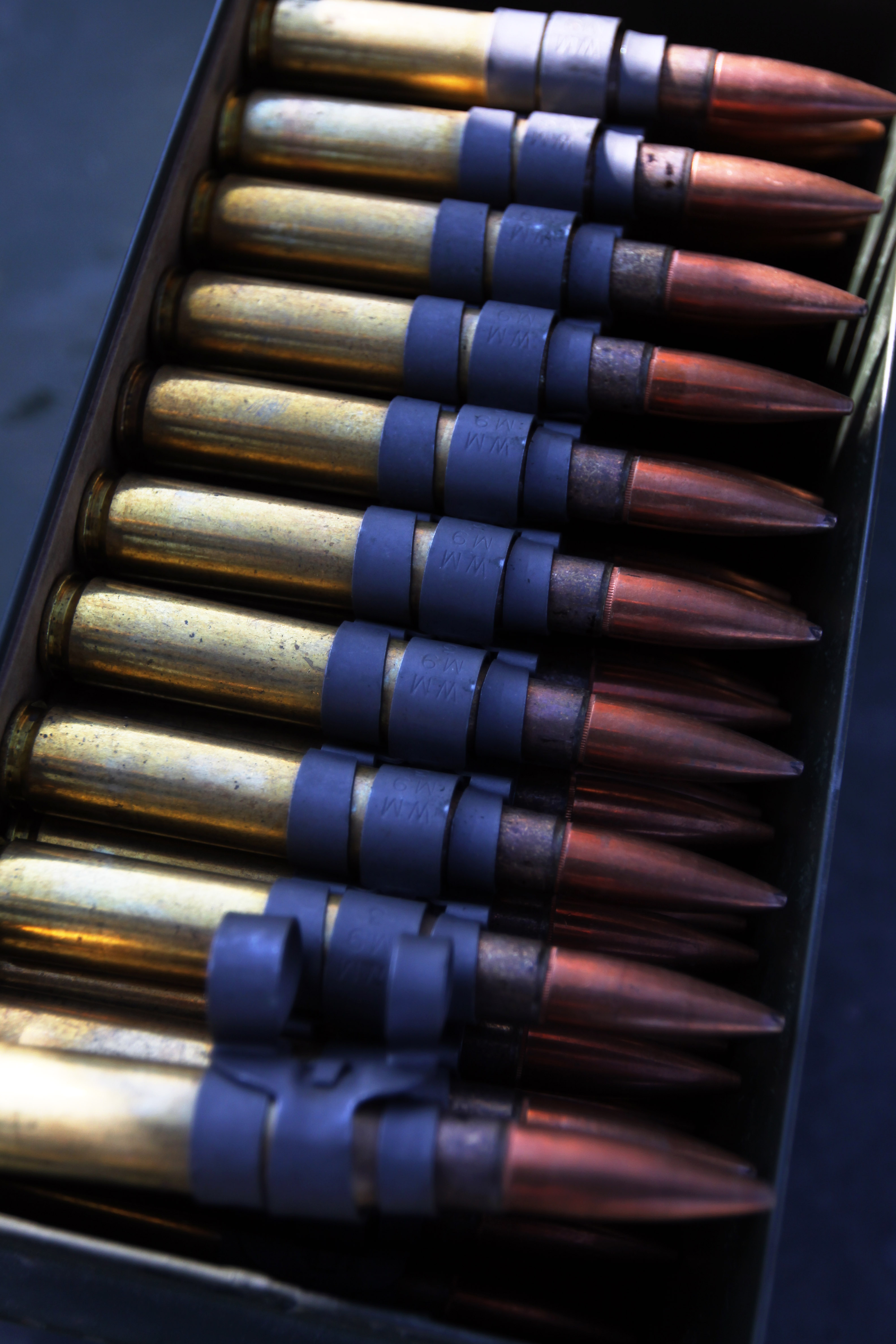
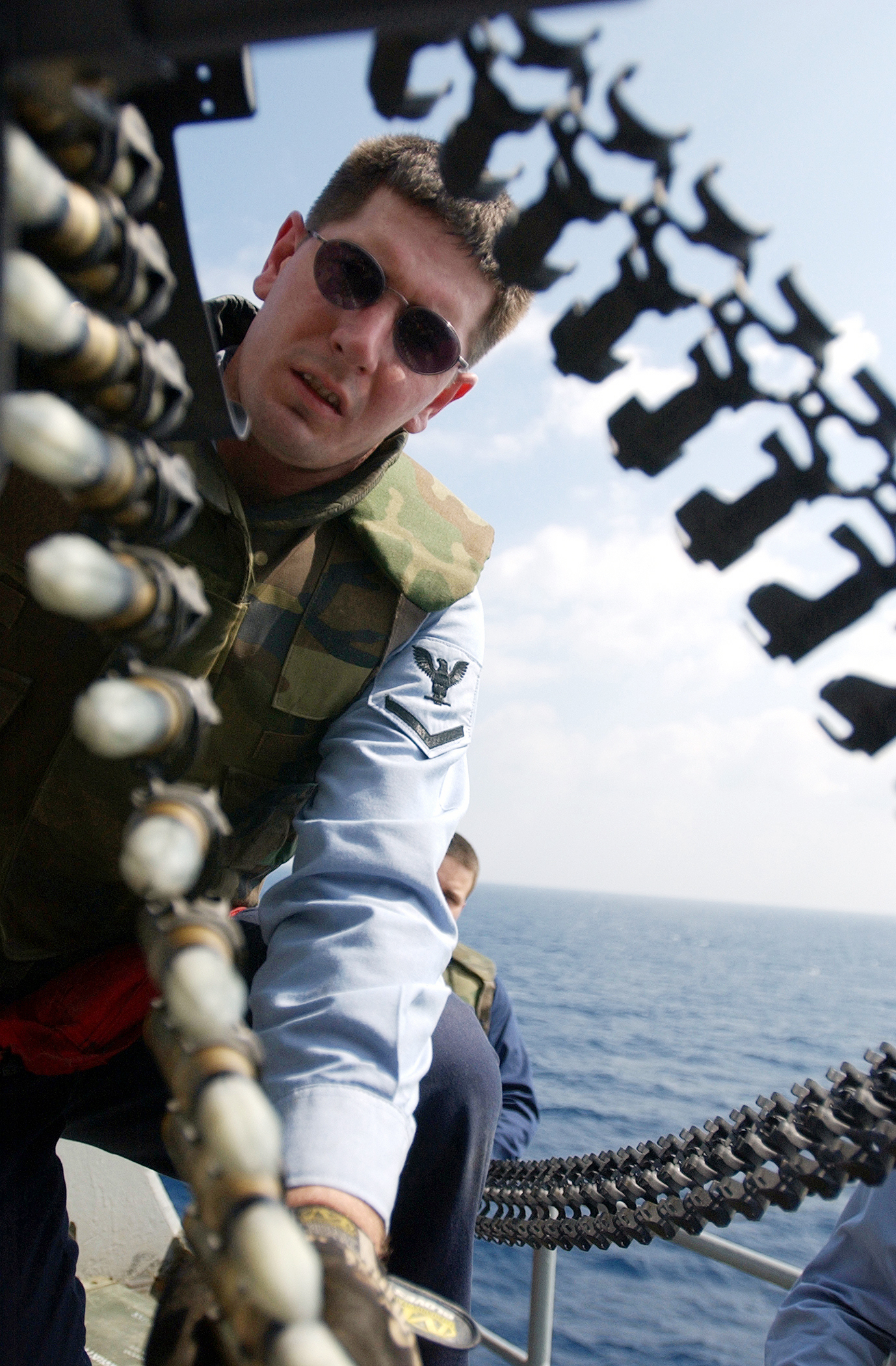
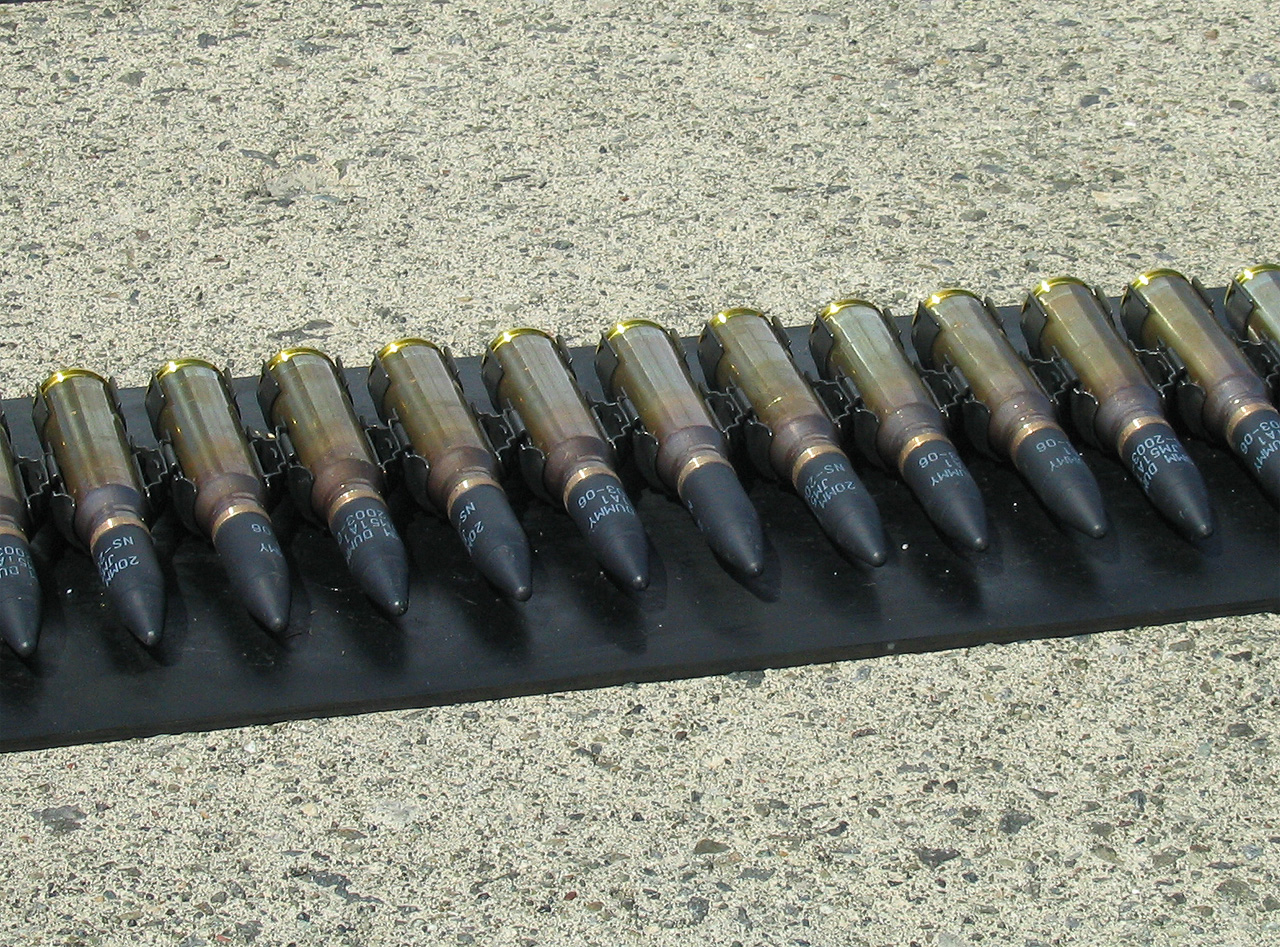
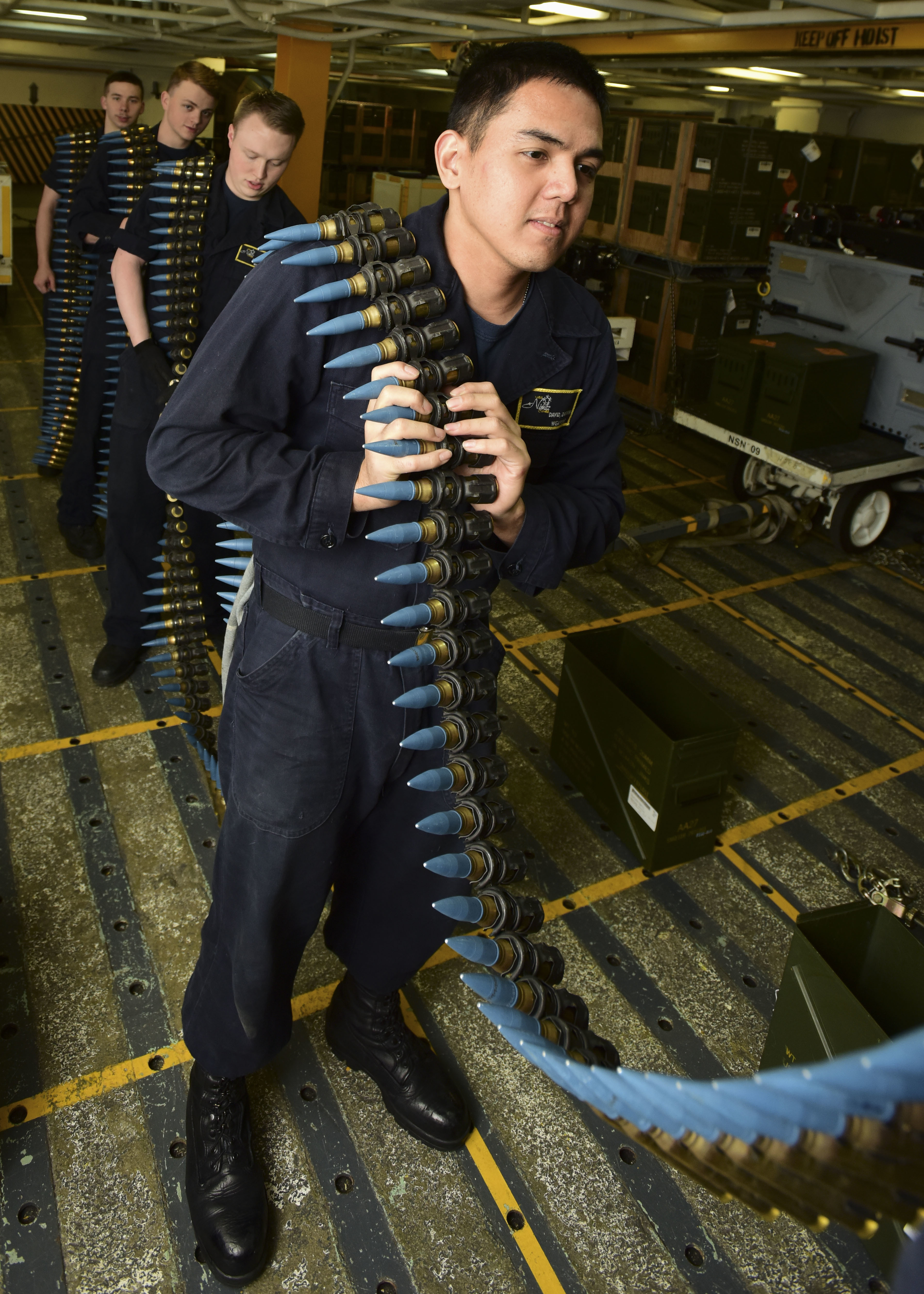

## У культурі
- «Лента за лентою» — українська бойова пісня

### Примітні стрічки
- M13 (стрічка)[en]
- M27 (стрічка)[en]

## Відео
- Заряжение пулеметной ленты [Архівовано 1 липня 2014 у Wayback Machine.]